# Панцулая Зінаїда Іларіонівна
Зінаїда Іларіонівна Панцулая (1920, місто Сухумі, тепер Абхазія, Республіка Грузія — ?) — радянська діячка, лікар 2-ї Сухумської міської лікарні Абхазької АРСР. Депутат Верховної ради СРСР 4-го скликання.

## Життєпис
У 1942 році закінчила Тбіліський державний медичний інститут, здобула спеціальність лікаря-терапевта.
У 1942—1948 роках — завідувачка лікарської дільниці села Цхункурі Цхалтубського району Грузинської РСР; завідувачка лікарської дільниці села Джгерда Очамчирського району Абхазької АРСР.
З 1948 року — лікар-ординатор терапевтичного відділення 2-ї Сухумської міської лікарні Абхазької АРСР.
Подальша доля невідома.